# أرلونو
أرلونو هي مدينة صغيرة تقع في لومبارديا في مقاطعة ميلان في إيطاليا ويبلغ عدد سكانها 10424 نسمة حسب إحصائيات 2004 وذات مساحة 12.4 كم مربع.

## وصلات خارجية
- www.comune.arluno.mi.it/